# Episodi di Summer Camp Island - Il campeggio fantastico (terza stagione)
La terza stagione della serie animata Summer Camp Island - Il campeggio fantastico, composta da 12 episodi, è stata pubblicata negli Stati Uniti, da HBO Max, dal 10 dicembre al 24 dicembre 2020.
In Italia viene trasmessa dal 10 luglio al 25 luglio 2021 su Cartoon Network.
| nº             | Titolo originale                                     | Titolo italiano        | Pubblicazione USA | Prima TV Italia |
| Susie e Ramona | Susie e Ramona                                       | Susie e Ramona         | Susie e Ramona    | Susie e Ramona  |
| -------------- | ---------------------------------------------------- | ---------------------- | ----------------- | --------------- |
| 1              | Susie and Ramona Chapter 1: Susie's Ark              | L'Arca di Susie        | 10 dicembre 2020  | 10 luglio 2021  |
| 2              | Susie and Ramona Chapter 2: Ghost Baby Jabberwock    | La Profezia            | 10 dicembre 2020  | 10 luglio 2021  |
| 3              | Susie and Ramona Chapter 3: Meet Me in Massachusetts | La Tredicesima Strega  | 10 dicembre 2020  | 11 luglio 2021  |
| 4              | Susie and Ramona Chapter 4: Witches in the City      | Streghe in Città       | 10 dicembre 2020  | 11 luglio 2021  |
| Puddle e il Re |                                                      |                        |                   |                 |
| 5              | Puddle and the King Chapter 1: Honey Moondog         | La Conta dei Cigni     | 17 dicembre 2020  | 24 luglio 2021  |
| 6              | Puddle and the King Chapter 2: Royally Bored         | Piccolo G              | 17 dicembre 2020  | 25 luglio 2021  |
| 7              | Puddle and the King Chapter 3: All the King's Slides | Un Pianeta di Sale     | 17 dicembre 2020  | 25 luglio 2021  |
| Yeti Confetti  |                                                      |                        |                   |                 |
| 8              | Yeti Confetti Chapter One: Don't Tell Lucy           | La Festa Yeti          | 24 dicembre 2020  | 17 luglio 2021  |
| 9              | Yeti Confetti Chapter Two: The Yum Whisperer         | Lucy Mamma Yeti        | 24 dicembre 2020  | 17 luglio 2021  |
| 10             | Yeti Confetti Chapter Three: The Sherbet Scoop       | La Pallina di Sorbetto | 24 dicembre 2020  | 18 luglio 2021  |
| 11             | Yeti Confetti Chapter Four: Lucy's Instrument        | Lo Strumento di Lucy   | 24 dicembre 2020  | 18 luglio 2021  |
| 12             | Yeti Confetti Chapter Five: Where's the Confetti     | I Coriandoli di Neve   | 24 dicembre 2020  | 24 luglio 2021  |

## L'Arca di Susie
- Titolo originale: Susie and Ramona Chapter 1: Susie's Ark
- Scritto da: Hanna Nystrom e Aleks Sennwald

### Trama
Ad un pigiama party, Jimmi Jama racconta di come la magia ha cominciato a scomparire da New York e di come Susie abbia cercato di portare in salvo tutte le creature magiche.

## La Profezia
- Titolo originale: Susie and Ramona Chapter 2: Ghost Baby Jabberwock
- Scritto da: Graham Falk e Thomas Herpich

### Trama
Jimi Jama continua a raccontare di come Susie e Ramona, arrivate sull'isola, si siano unite con Barb nel tentativo di capire chi sta minacciando la magia e restituirla al mondo.

## La Tredicesima Strega
- Titolo originale: Susie and Ramona Chapter 3: Meet Me in Massachusetts
- Scritto da: Jesse Balmer e Seo Kim

### Trama
Nei decenni successivi, Susie e Ramona addestrano un branco di streghe sull'isola per completare una congrega. Quando arriva la tredicesima strega, Susie e Ramona, insieme a Betsy, possono imparare qual è l'ultimo passo nella loro ricerca per ripristinare la magia. Scoprono quindi che Ramona deve rimanere nel Tempo Congelato fino a quando non viene ripristinata la magia in città.

## Streghe in Città
- Titolo originale: Susie and Ramona Chapter 4: Witches in the City
- Scritto da: Jesse Balmer e Seo Kim

### Trama
Secondo una nuova profezia, bisogna portare nuove creature magiche sull'isola per ripristinare la magia. Ramona decide quindi di mandare Susie a New York in cerca delle creature, che ignorano di avere dei particolari poteri.

## La Conta dei Cigni
- Titolo originale: Puddle and the King Chapter 1: Honey Moondog
- Scritto da: Jim Campbell e Ryan Pequin

### Trama
Il Re Alieno e Puddle partono per una luna di miele, lasciando Oscar e Scricciola a sorvegliare il castello e affidando loro l'unico compito di fare la conta dei cigni.

## Piccolo G
- Titolo originale: Puddle and the King Chapter 2: Royally Bored
- Scritto da: Thomas Herpich e Graham Falk

### Trama
Puddle è stanca di fare la regina e dopo essere tornata nel castello sente dei rumori sospetti. Oscar e Scricciola scoprono quindi dei giullari alieni nascosti sotto le assi del pavimento del castello.

## Un Pianeta di Sale
- Titolo originale: Puddle and the King Chapter 3: All the King's Slides
- Scritto da: Jesse Balmer e Abby Magno

### Trama
Dopo aver scoperto un mondo fatto solo di dune saline, il Re Alieno ordina di trasformare così anche il suo pianeta. Oscar, Scricciola e Puddle investigano sul caso.

## La Festa Yeti
- Titolo originale: Yeti Confetti Chapter One: Don't Tell Lucy
- Scritto da: Hanna Nystrom e Aleks Sennwald

### Trama
Gli yeti organizzano una festa per Lucy e chiedono a Oscar di tenerla occupata per finire i preparativi senza che lei se ne accorga.

## Lucy Mamma Yeti
- Titolo originale: Yeti Confetti Chapter Two: The Yum Whisperer
- Scritto da: Thomas Herpich e Graham Falk

### Trama
Dopo aver trovato degli Yum, ovvero dei cuccioli di yeti, Lucy vuole fargli da mamma. Tuttavia uno di loro, Piffero, discute con lei sul modo giusto di allevare la cucciolata.

## La Pallina di Sorbetto
- Titolo originale: Yeti Confetti Chapter Three: The Sherbet Scoop
- Scritto da: Haewon Lee e Jesse Balmer

### Trama
Durante una cerimonia di creazione di nuvole yeti, Lucy racconta aneddoti su uno yeti della comunità, l'Anziano Yeti.

## Lo Strumento di Lucy
- Titolo originale: Yeti Confetti Chapter Four: Lucy's Instrument
- Scritto da: Ryan Pequin e James Campbell

### Trama
Lucy decide di andare nella scuola degli yeti e la prima lezione consiste nel trovare il proprio strumento per poi trovare la propria famiglia.

## I Coriandoli di Neve
- Titolo originale: Yeti Confetti Chapter Five: Where's the Confetti
- Scritto da: Aleks Sennwald e Michael Sweater

### Trama
La nuvola creata durante l'ultimo giorno dello Yeti Confetti non ha fatto nevicare e l'Anziano Yeti incolpa Lucy. Per dimostrare la sua appartenenza agli yeti, Lucy cerca di trovare un modo per far nevicare.